# Eupelmus muellneri
Eupelmus muellneri är en stekelart som beskrevs av Ruschka 1921. Eupelmus muellneri ingår i släktet Eupelmus och familjen hoppglanssteklar. Inga underarter finns listade i Catalogue of Life.